# Lucinda Devlin
Lucinda Devlin (nascida em 1947) é uma fotógrafa americana. Devlin vive e trabalha em Greensboro, Carolina do Norte.
O seu projeto Field Culture, em meados dos anos 2000, documentou a agricultura americana. Na sua série The Omega Suites, ela documentou câmaras de execução nos Estados Unidos.
Seu trabalho encontra-se incluído na colecção do Museum of Fine Arts Houston, do Whitney Museum of American Art, e do San Francisco Museum of Modern Art.